# Vĩnh Mỹ, Châu Đốc
Vĩnh Mỹ là một phường cũ thuộc thành phố Châu Đốc, tỉnh An Giang, Việt Nam.

## Địa lý
Phường Vĩnh Mỹ nằm ở cửa ngõ phía nam thành phố Châu Đốc, có vị trí địa lý:
- Phía đông và phía nam giáp huyện Châu Phú
- Phía tây giáp phường Châu Phú B và xã Vĩnh Châu
- Phía bắc giáp thị xã Tân Châu và huyện Phú Tân.

Phường có diện tích 7,99 km², dân số năm 2019 là 15.597 người, mật độ dân số đạt 1.952 người/km².

## Hành chính
Phường Vĩnh Mỹ được chia thành 6 khóm: Châu Long 1, Châu Long 6, Hòa Bình, Mỹ Chánh, Mỹ Hòa và Mỹ Thành.

## Lịch sử
Trước đây, Vĩnh Mỹ là một xã thuộc thị xã Châu Đốc.
Ngày 25 tháng 4 năm 1979, Hội đồng Chính phủ ban hành Quyết định 181-CP năm 1979 trên cơ sở điều chỉnh một phần diện tích tự nhiên và quy mô dân số của xã Châu Phú B và xã Mỹ Đức thuộc huyện Châu Phú chuyển về, trong đó có các ấp Mỹ Chánh 1, 1/2 ấp Mỹ Hòa (theo kinh đào thẳng ra sông Hậu) của xã Mỹ Đức và 2 ấp Châu Long 1, Châu Long 6 của xã Châu Phú B.
Ngày 19 tháng 5 năm 2003, Chính phủ ban hành Nghị định 53/2003/NĐ-CP. Theo đó, chia xã Vĩnh Mỹ thành 2 đơn vị hành chính: phường Vĩnh Mỹ và xã Vĩnh Châu. Trong đó:
Thành lập phường Vĩnh Mỹ trên cơ sở điều chỉnh 779,6 ha diện tích tự nhiên và 14.870 người của xã Vĩnh Mỹ
Đổi tên xã Vĩnh Mỹ thành xã Vĩnh Châu trên cơ sở 2.168,4 ha diện tích tự nhiên, 3.357 người còn lại của xã Vĩnh Mỹ.